# Rhadinoceraea
Genre
Rhadinoceraea est un genre d'insectes de la sous-famille des Blennocampinae.

## Liste d'espèces
Selon NCBI (6 octobre 2018) :
- Rhadinoceraea aldrichi (MacGillivray, 1923)
- Rhadinoceraea bensoni Benes, 1961
- Rhadinoceraea micans (Klug, 1814)
- Rhadinoceraea nodicornis Konow, 1906
- Rhadinoceraea reitteri Konow, 1890
- Rhadinoceraea sibiricola Zhelochovtsev, 1939